# Village olympique de Tokyo
Le village olympique de Tokyo est le village olympique des Jeux olympiques et paralympiques d'été de 2021 ayant lieu à Tokyo, au Japon. Il est implanté à Harumi (晴海), une île artificielle située entre Ginza et Odaiba.
Pendant la compétition, il héberge les athlètes et les membres des équipes techniques, soit une jauge de 12000 résidents avec plus de 23 bâtiments comptant 5 650 appartements. Plusieurs parcs naturels bordent les rives de l'île.

## Construction
Le 31 mars 2016, le gouvernement métropolitain de Tokyo a annoncé son plan de construction du village des athlètes à Harumi (晴海) sur les 44 hectares à proximité du terminal qui accueillait les ferrys . Vingt-trois bâtiments résidentiels seront construits, soit un total de 5 650 unités, avec des tours allant jusqu'à 18 étages.
Le site est au cœur de la zone héritage, où se concentre plusieurs sites olympiques ayant déjà servi pour les Olympiades de 1964.

## Après les Jeux
Certains des immeubles résidentiels seront vendus après les Jeux comme appartements locatifs après travaux pour convertir plusieurs chambres de sportifs en appartements plus vastes. Un programme de construction d'une école, d'une piscine et d'une salle de sport est prévus.

## Ancien village olympique de 1964
Le village olympique des Jeux de 1964 était situé dans le quartier du Yoyogi avec 510 maisons ou bungalows et 15 immeubles d'appartements ultra-modernes pour l'époque. Après avoir servi pour héberger les soldats des forces aériennes des États-Unis pendant vingt ans, c'est aujourd'hui un parc.